# 아욱속

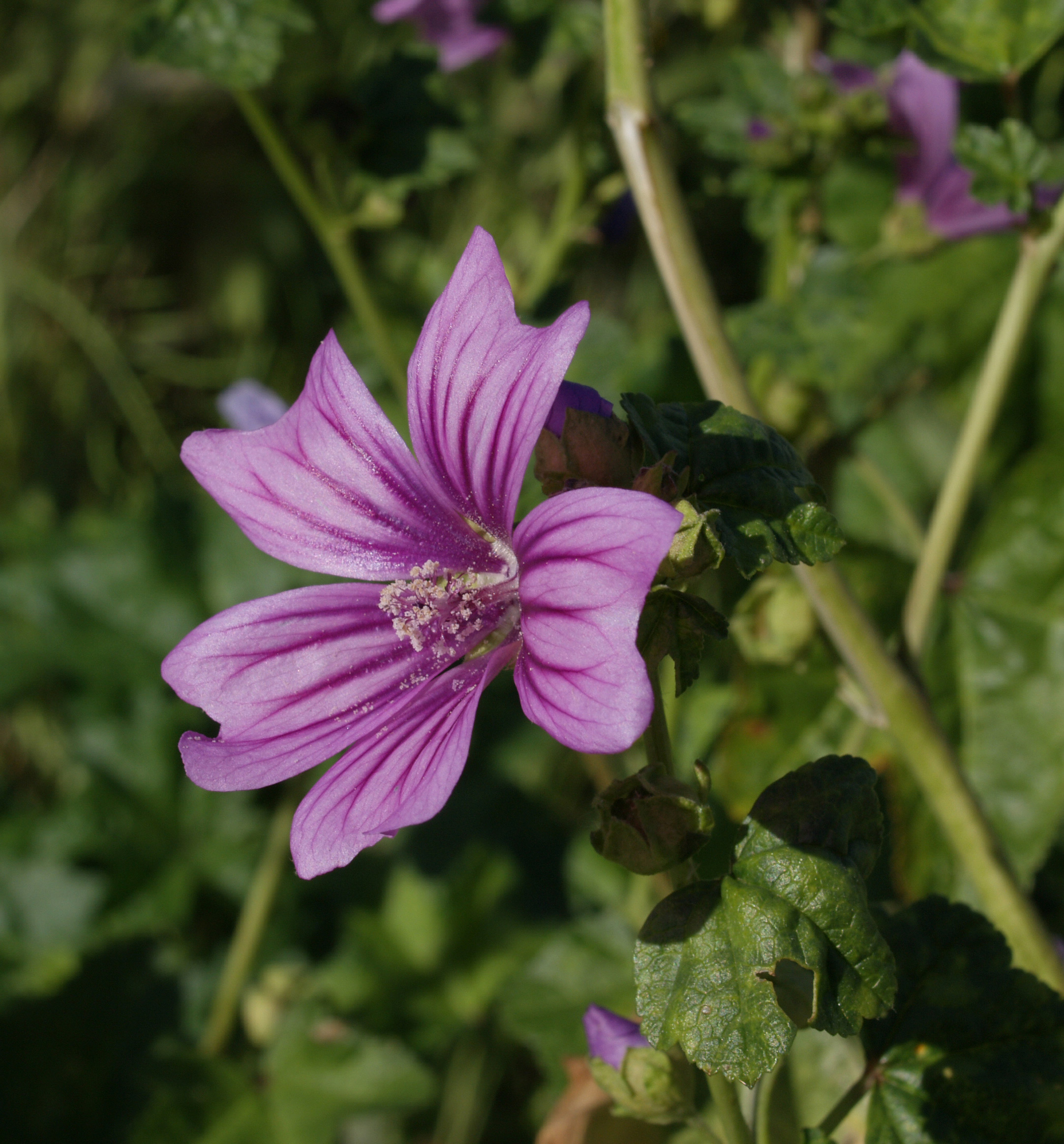

아욱속(말바, Malva)은 아욱과(Malvaceae)에 속하는 1년생, 2년생, 다년생 초본 식물의 속이다. 일반적인 영어 이름 mallow를 갖는 가족 중 밀접하게 관련된 여러 속 중 하나이다. 속은 아프리카, 아시아 및 유럽의 온대, 아열대 및 열대 지역에 널리 퍼져 있다.
잎은 어긋나고 손바닥 모양으로 갈라진다. 꽃은 직경 0.5~5cm이고 꽃잎은 분홍색, 라일락색, 보라색 또는 흰색이다.

## 같이 보기
- 아욱